# Isabelle Blanc
Isabelle Blanc (* 25. Juli 1975 in Nîmes) ist eine ehemalige französische Snowboarderin.
Sie wurde an den Olympischen Winterspielen 2002 in Salt Lake City Olympiasiegerin in der Disziplin Parallel-Riesenslalom. Sie ist außerdem Weltmeisterin in derselben Disziplin (1999) und im Parallel-Slalom (2003). 1999 und 2001 gewann sie im Parallel-Slalom Silber. 2001 wurde sie auch noch Vize-Weltmeisterin im Parallel-Riesen-Slalom.